# Wirtz (Familie)
Wirtz ist der Name einer deutschen Unternehmerfamilie aus Stolberg im Rheinland, die als Gründer des Kosmetikherstellers Mäurer & Wirtz, der Waschmittelfabrik Dalli-Werke und des Pharmaunternehmens Grünenthal GmbH, aber auch durch den Contergan-Skandal, einen internationalen Bekanntheitsgrad erreicht hat. Anhand ihres Gesamtvermögens von rund 2,5 Milliarden Euro wurde im Jahr 2013 die Familie Wirtz mit ihren Unternehmen auf Platz 40 in der Liste der 500 reichsten Deutschen aufgeführt.

## Chronologie der Familienunternehmen

### Die Anfänge
Der Aufstieg der Familie begann mit Andreas August Wirtz (1822–1884), der als Sohn aus erster Ehe der Witwe Maria Catharina Wirtz in die Lehre seines Stiefvaters Michael Mäurer ging, der in Stolberg eine Bäckerei und ein Kolonialwarengeschäft betrieb. Nach seiner Heirat mit Apollonia Marx wurde Andreas August Wirtz Teilhaber des väterlichen Geschäfts, welches fortan unter dem Namen Mäurer & Wirtz firmierte. Nun erweiterte August Wirtz das Unternehmen um eine Seifensiederei und erhielt dafür am 19. Mai 1851 die Konzession durch die preußische Regierung.

### Zweite Generation

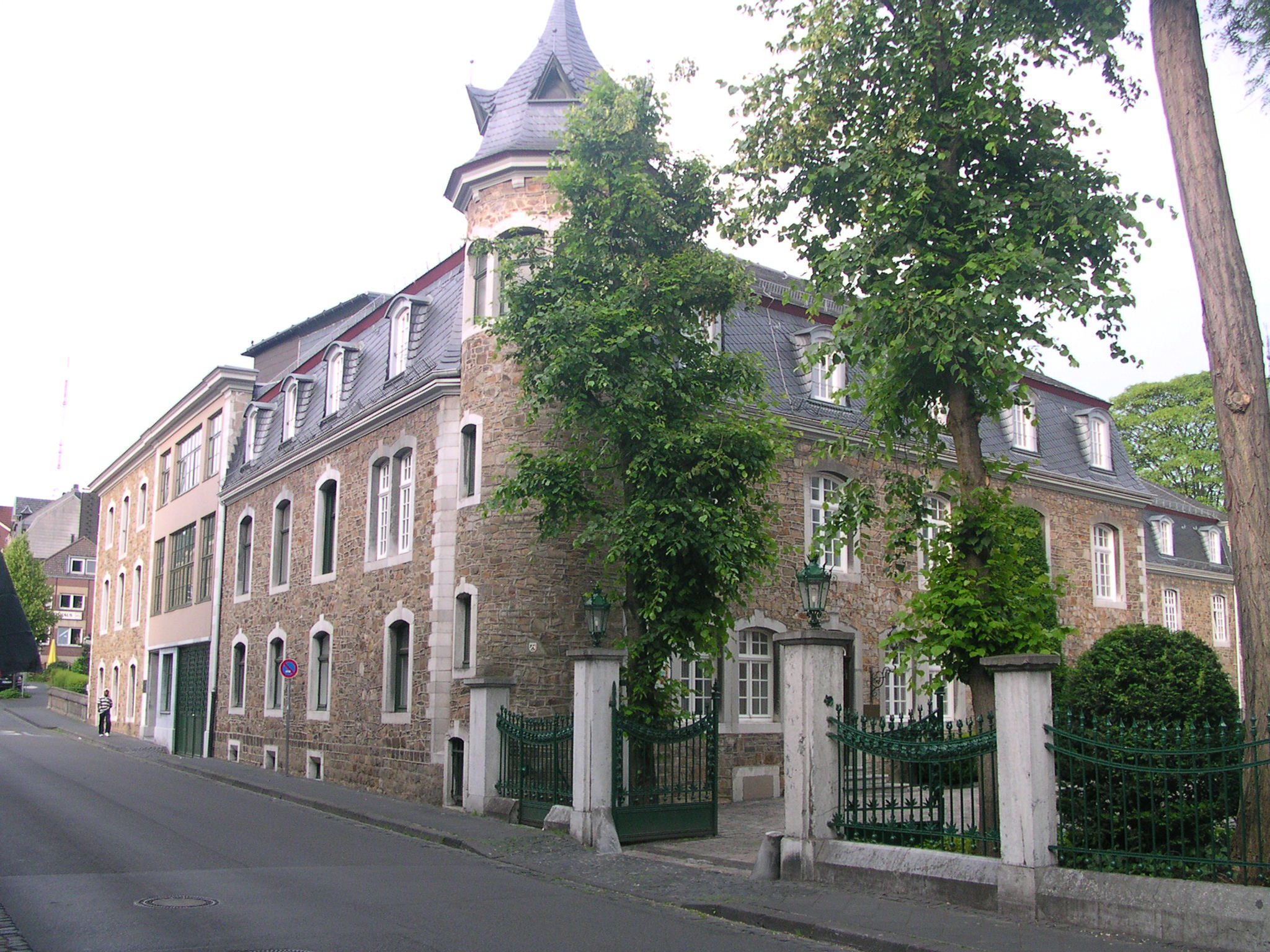
Stammsitz der Familie Wirtz auf dem Kupferhof Grünenthal
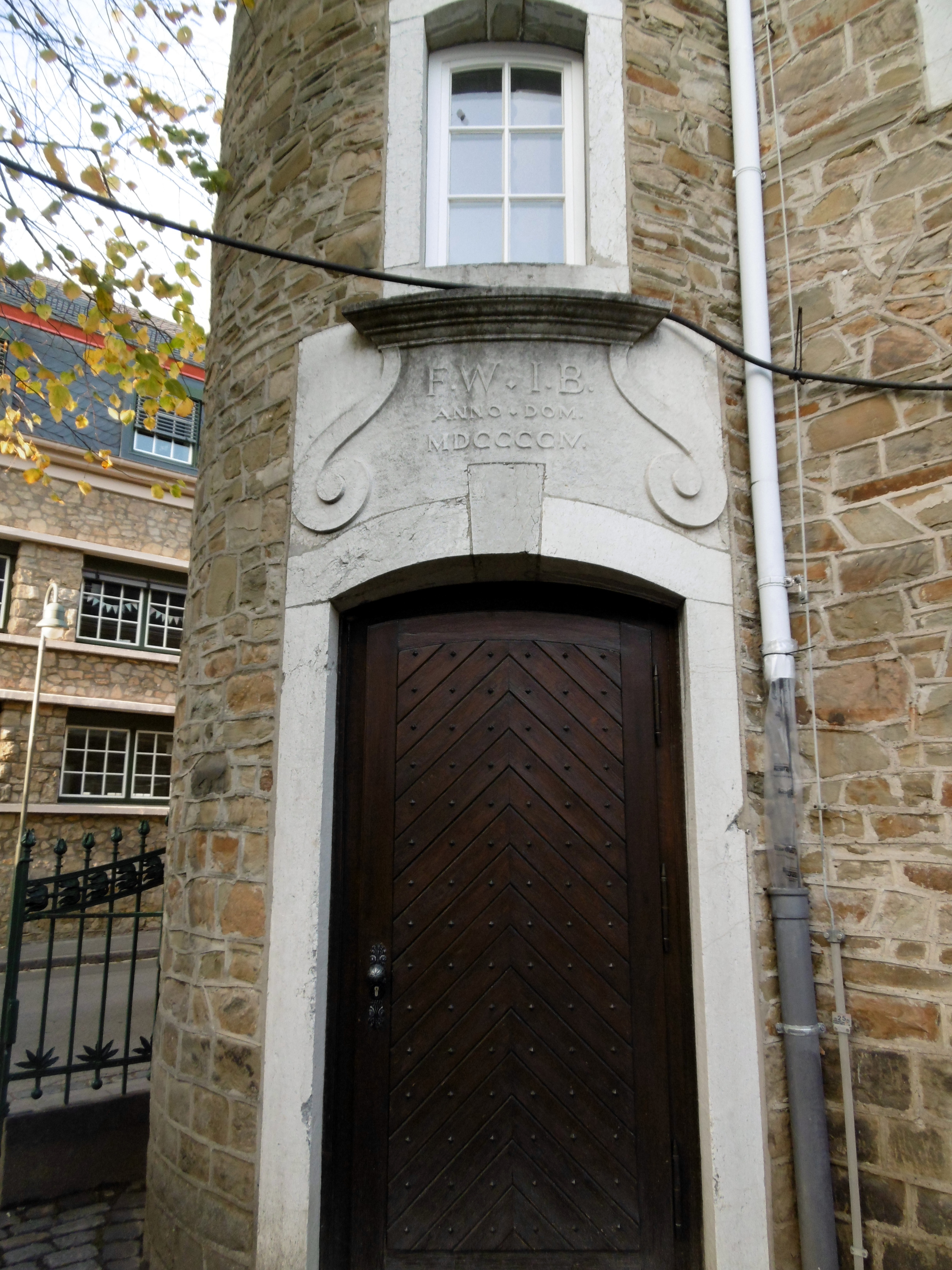
Treppenturm mit Inschrift: F.W. – J.B. MDCCCCIV (Franz Wirtz u. Josefine Brueckmann, 1904)

Franz Maria Wirtz (1859–1930), jüngster Sohn von Andreas August und Apollonia Wirtz, trat 1875 als ausgebildeter Chemiker in das Familien-Unternehmen ein und begann 1885 – ein Jahr nach dem Tod des Vaters – mit der Herstellung der so genannten Dalli-Seife, deren Name ab 1899 durch den Eintrag beim kaiserlichen Patentamt als Dalli-Markenartikel (DMA) gesetzlich geschützt wurde. Nachdem die bisherigen Produktionsstätten den wachsenden Anforderungen nicht mehr gewachsen waren, erwarben die mittlerweile verwitwete Mutter Apollonia und Franz Wirtz bereits zuvor im Jahr 1887 den Kupferhof Grünenthal und gaben gleichzeitig ihr Kolonialwarengeschäft auf. Apollonia Wirtz, die damalige Alleineigentümerin der Seifenfabrik Mäurer & Wirtz schloss dazu am 22. Dezember 1888 mit dem Stolberger Bürgermeister einen Vertrag über den Ankauf eines größeren Areals „im Grünenthal“ ab. Der Umzug der Seifenfabrik erfolgte, nachdem Franz Wirtz im Herbst 1888 von Otto von Bismarck die Genehmigung für den neuen Standort erhalten hatte, bis Herbst 1889. Jahre später erwies sich aber auch dieses Betriebsgelände als zu klein und daher kaufte Franz Wirtz im Jahr 1909 von der Familie Prym den so genannten Dollgarten. Dieser einst von der Familie Prym angelegte englische Garten im Tal der Vicht gehörte zum Areal des Kupferhofs Dollartshammer, auf welchem sich ihre Messingfabrik William Prym & Co KG befand. Schrittweise verlagerte Wirtz nun seine Produktionsanlagen aus dem Kupferhof Grünenthal auf das Werksgelände im Dollgarten, welcher auch über einen wirtschaftlich notwendigen Gleisanschluss verfügte. Darüber hinaus übernahm Franz Wirtz nach dem Ersten Weltkrieg bis zu seinem Tod im Jahr 1930 auch das Amt des Präsidenten der Industrie- und Handelskammer Aachen.

### Dritte Generation

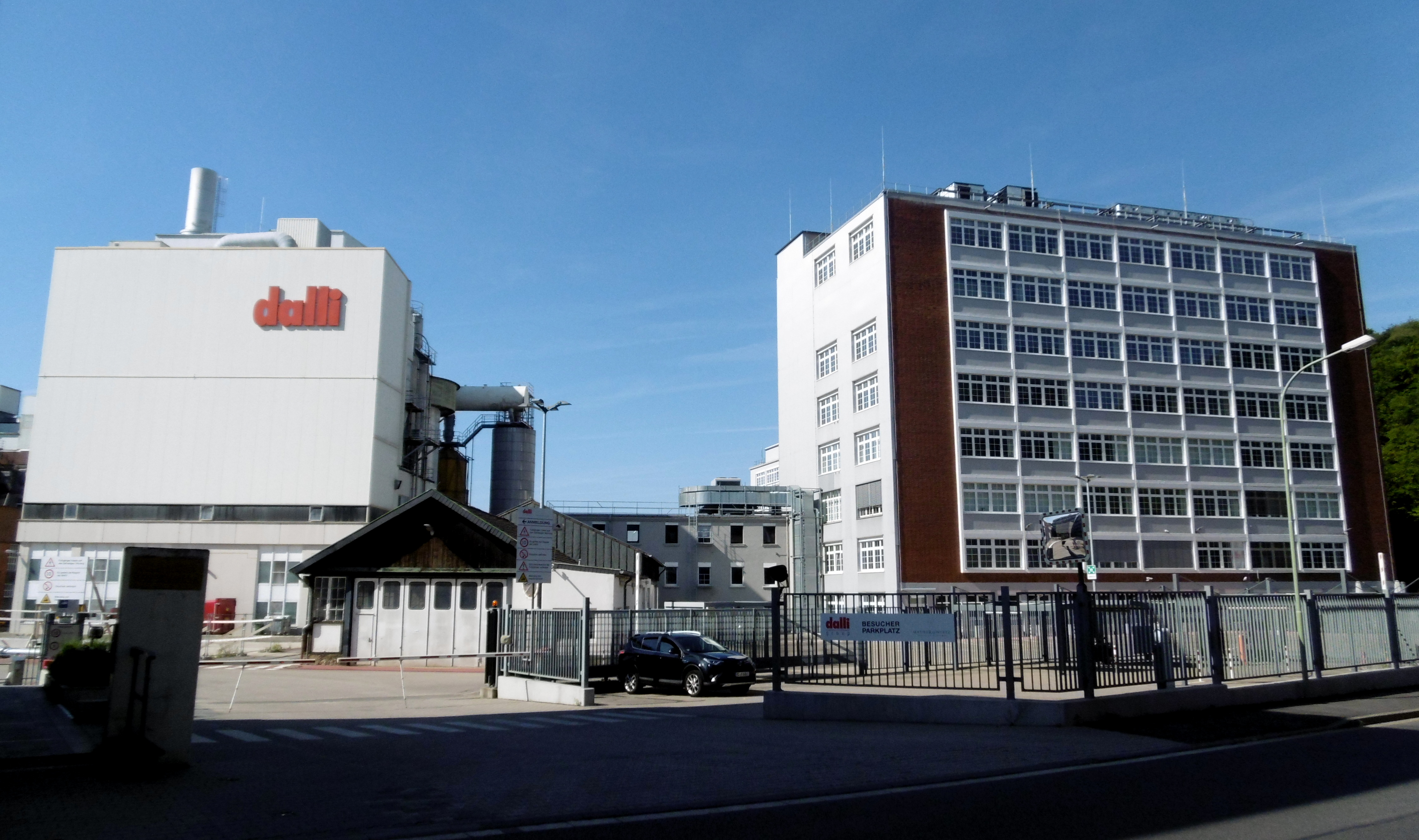
Dalli-Werke Stolberg

Anfang der 1920er Jahre traten nun auch die drei Söhne von Franz Wirtz, der Kaufmann Hermann Wirtz (1896–1973), der Ingenieur Alfred Wirtz (1896–1963) und der Parfümeur Artur Wirtz (1902–1940), in dritter Generation in das Unternehmen ein. In den folgenden Jahren richteten sie unter anderem in Köln und Essen Filialen und Verkaufsbüros ein und übernahmen darüber hinaus noch vor Ausbruch des Zweiten Weltkrieges die Doering & Co AG in Berlin und die Seifenfabrik Riva in Wien. Die Mitarbeiterzahl lag mittlerweile bei etwa 700 Beschäftigten. Während des Krieges produzierte Mäurer & Wirtz standardisierte Seife für die Wehrmacht und neue fettfreie Dalli-Produkte für die Zivilbevölkerung. Bis zum Einmarsch der Amerikaner im Herbst 1944 konnte diese Produktion beibehalten werden, dann wurden sie vorübergehend auch aufgrund des Mangels an Rohstoffen eingestellt, wobei die Produktionsstätten selbst aber weitgehend von Zerstörungen durch Bombenangriffe verschont geblieben waren.
Durch den frühen Tod von Artur Wirtz im Jahr 1940 war man nach dem Krieg gezwungen, die Geschäftsbereiche neu zu organisieren und sich darüber hinaus von den Niederlassungen in Berlin und Wien zu trennen. Hermann Wirtz, der seit dem Tod des Vaters im Jahr 1930 als Geschäftsführer für den Bereich der DMA-Produkte tätig war, wurde 1946 auch Geschäftsführender Teilhaber von Mäurer & Wirtz und gründete zugleich als weiteres Standbein die Grünenthal GmbH für den Pharmabereich mit Sitz auf dem freigewordenen Kupferhof Grünenthal. Ein Jahr später erhielt er als erstes deutsches Unternehmen die Zulassungsrechte für Penicillin. Schließlich wurde im Jahr 1950 die gemeinsame Produktionsstätte am Dollgarten in die nun eigenständigen Unternehmen Mäurer & Wirtz für Seifen und Körperpflegemittel und die Dalli-Werke für die DMA-Produkte getrennt. Dadurch hatten sich insgesamt drei Firmenbereiche gebildet, deren Leitung sich die drei Stämme nun aufteilten. Darüber hinaus waren durch gegenseitigen Anteilserwerb bzw. temporäre Übernahme von Vorstands- und Aufsichtsratsposten die jeweiligen Nachkommen dieser Familienstämme bis 2005 miteinander verflochten.
Keinem der drei Brüder konnte bislang aufgrund öffentlich zugänglicher Quellen eine Mitgliedschaft in oder eine Kooperation mit NS-Organisationen nachgewiesen werden. Unstrittig ist hingegen, dass die Grünenthal GmbH nach dem Krieg NS-belastete Chemiker und Ärzte einstellte, zum Beispiel IG-Farben-Vorstand Otto Ambros, Fleckfieberforscher Heinrich Mückter, die KZ-Ärzte Heinz Baumkötter und Ernst Günther Schenck sowie den Rassenideologen Martin Staemmler.
Die drei Einzelunternehmen steigerten in den folgenden Jahrzehnten Umsatz und Mitarbeiterzahl. Die Produktpaletten wurden erweitert, konkurrierende Firmen und neue Marken übernommen.
Anfang der 1960er Jahre geriet die Grünenthal GmbH mit dem seit 1957 angebotenen, frei verkäuflichen Schlafmittel Contergan in die Schlagzeilen. Wie sich herausstellte, hatte die Einnahme von Contergan bei Schwangeren eine Schädigung der Föten zur Folge, sodass die Kinder mit Mehrfach-Missbildung geboren wurden. Diese Vorkommnisse lösten den so genannten Contergan-Skandal aus, welcher nach jahrelangen gerichtlichen Auseinandersetzungen im Jahre 1970 mit einem Vergleich endete. In diesem Zusammenhang trat der geschäftsführende Gesellschafter Hermann Wirtz von seinen Ämtern zurück, übergab die Firmenleitung seinem Sohn Michael Wirtz (* 1939) und gründete zugleich im Rahmen des Vergleiches eine Stiftung zur finanziellen Unterstützung der Contergan-Geschädigten mit einem Volumen von zunächst 100 Millionen DM, Mit Inkrafttreten des Gesetzes zur Errichtung der späteren Conterganstiftung 1972 erloschen alle etwaigen Schadenersatzansprüche an das Unternehmen. Das Stiftungsvermögen wurde durch weitere dreistellige Millionenbeträge des Bundes mehrmals erhöht. Dieser Fördertopf wurde 2009 – nach Protesten der noch ca. 2800 überlebenden Betroffenen und einer öffentlichen Aufarbeitung unter anderem in dem Dokumentarfilm Eine einzige Tablette – vom Unternehmen und der Bundesrepublik noch einmal um jeweils 50 Millionen Euro aufgestockt. Nachdem auch diese Gelder aufgebraucht waren, übernimmt seit 1997 allein der Staat die weiteren Kosten für die noch lebenden Geschädigten, so dass inzwischen die Entschädigungszahlungen überwiegend durch Steuergelder aus dem Bundeshaushalt geleistet wurden. Als weitere Konsequenz aus dem Contergan-Skandal wurden bereits 1976 das Arzneimittelgesetz in Deutschland verschärft und neue Prüfungsauflagen für Pharmazeutika erlassen.

### Vierte Generation

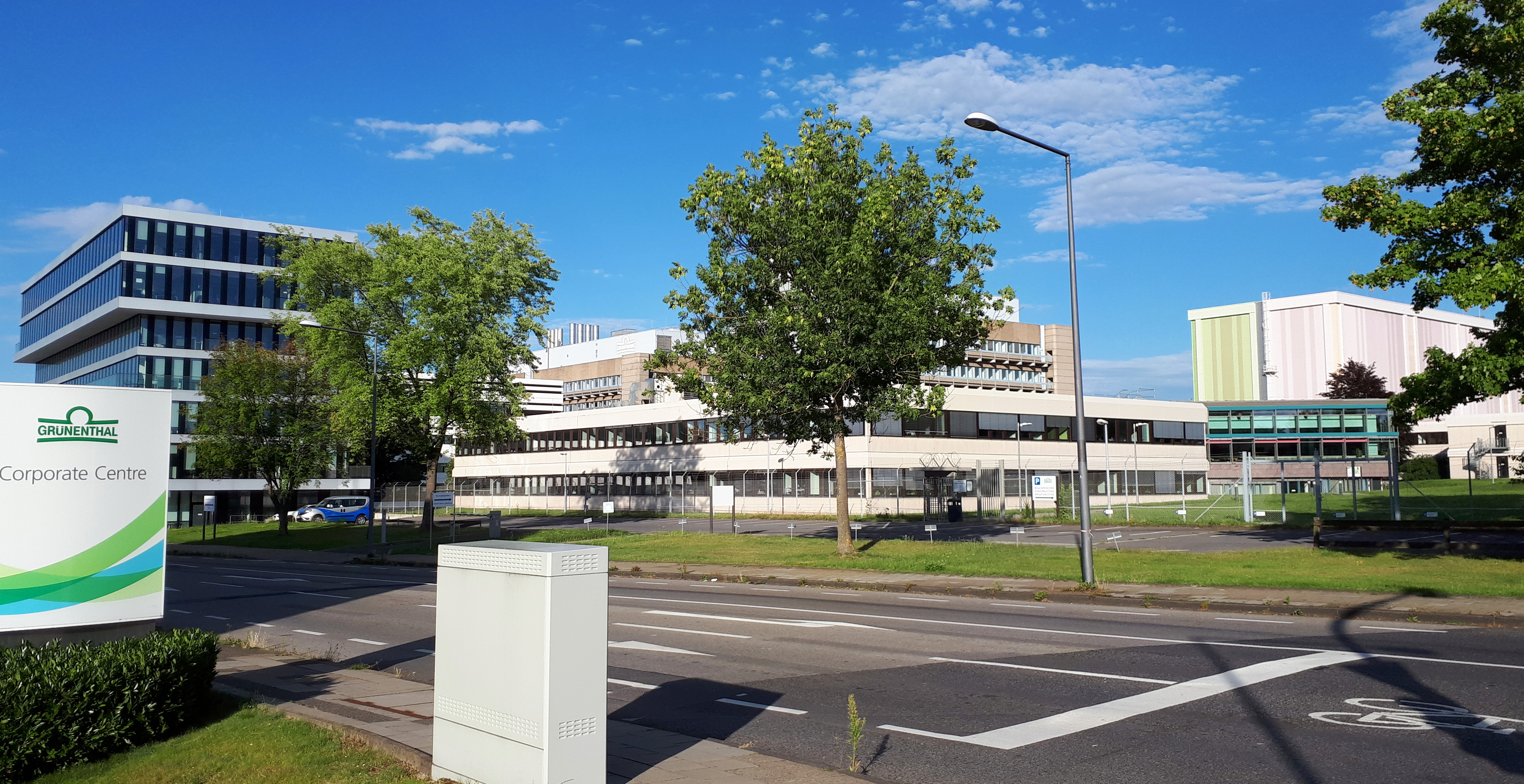
Grünenthal GmbH in Eilendorf

Während in der nächsten Generation, die Vettern Richard (1933–1992), Andreas (1934–2018) und Hermann Wirtz der Jüngere (1944–2023) ihre Tätigkeit bei Mäurer & Wirtz bzw. dem Dalli-Werk aufnahmen, leitete Hermanns Sohn Michael Wirtz die Grünenthal GmbH, welche unter seiner Leitung in den folgenden Jahren nun weltweit expandierte. Gegen Ende seiner Dienstzeit veranlasste er noch den schrittweisen Firmenumzug in das Industriegebiet Eilendorf. Weiterhin gehörte seitens der Familie über mehr als 35 Jahre auch Michaels weiterer Vetter Franz A. Wirtz (1932–2017) dem geschäftsführenden Vorstand der Grünenthal GmbH an und war zuständig für den Bereich Forschung und Entwicklung. Nachdem dieser im Jahr 2000 altersbedingt seine Tätigkeit bei der Grünenthal GmbH beendet hatte, gründete er noch im gleichen Jahr zusammen mit anderen Wissenschaftlern das neue biopharmazeutische Unternehmen Paion in Aachen, in dessen Aufsichtsrat er bis zu seinem Ausscheiden im Jahr 2007 gewählt wurde. Darüber hinaus war er bereits seit 1989 auch Mitglied im Aufsichtsrat des Biotechnologieunternehmens Qiagen.
Von diesen fünf Vettern sind mittlerweile vier entweder aus Altersgründen oder aufgrund von Interessenskonflikten aus dem operativen Geschäft der Unternehmensleitungen ausgestiegen. Lediglich der jüngere Hermann Wirtz hat derzeit noch die Geschäftsleitung der mittlerweile zur Dalli-Group zusammengefassten Dalli-Werke GmbH & Co KG und der Mäurer & Wirtz GmbH & Co. KG inne, welche seit 1990 als eine 100%ige Tochter in die Dalli Group integriert worden war.

### Fünfte Generation
Von der nächsten Generation waren bisher lediglich zwei Familienmitglieder und diese auch nur relativ kurzzeitig im operativen Geschäft der Wirtz-Unternehmen tätig. Albrecht Wirtz (* 1967), Sohn von Andreas und Enkel von Artur Wirtz, gehörte der Geschäftsführung bei Dalli an und war zusammen mit seinem Onkel Hermann Wirtz ab dem Jahr 2002 noch in der Geschäftsleitung der WIN AEROSOL Verwaltungsgesellschaft mbH tätig. Im Jahre 2006 trat er von allen Ämtern zurück und eröffnete später mit seiner Frau, der Kunsthistorikerin Ágnes Wirtz, in Ungarn ein Nobel-Café. Sebastian Wirtz (* 1970), der Sohn des Grünenthal-Geschäftsführers Michael Wirtz, übernahm ab 2005 die Nachfolge seines Vaters, schied aber im Jahr 2008 wieder aus, nachdem sich die Firma dazu entschlossen hatte, einen externen Vorsitzenden der Geschäftsführung (CEO) zu berufen.

### Unternehmensverflechtungen und Betriebszahlen
Wie bereits oben erwähnt, waren die einzelnen Stämme mit unterschiedlichen Anteilen an ihren Familienbetrieben über viele Jahrzehnte hinweg miteinander verflochten. Bis 2005 hielten die Brüder Michael und Hermann Wirtz junior zusammen ca. 73 % der Anteile an der Dalli Group und 51 % der Grünenthal GmbH. Ihre Vettern Andreas und Franz Wirtz 24 % Anteile der Grünenthal GmbH und die Erben des verstorbenen Richard (1933–1992) 27 % Anteile der Dalli Group und 25 % der Grünenthal GmbH. Weitere kleinere Anteile fielen bis dato an die verschiedenen Töchter und Schwiegerkinder der jeweiligen Vettern und somit zählten laut Creditreform insgesamt 19 Personen zum Gesellschafterkreis.
Spätestens mit dem Rücktritt von Albrecht Wirtz im Jahr 2005 zerbrach die Aufteilung der Firmenanteile auf die drei Familienstämme und in der Folge sicherten sich die Brüder Hermann und Michael Wirtz sowohl Albrechts Anteile wie auch schon zuvor die von Albrechts Onkel und Paion-Gründer Franz A. Wirtz. Da sich in den Jahren zuvor schon die Töchter des Stammes Richard Wirtz entschieden hatten, nicht mehr im Familienimperium tätig zu werden, fiel somit der gesamte Streubesitz den Brüdern Hermann und Michael Wirtz zu. Damit sicherte sich Hermann Wirtz sowohl bei Mäurer & Wirtz als auch bei Dalli die Geschäftsleitung, die er zusammen mit externen Gesellschaftern ausübte und setzte 2008 gegen den Willen seines Bruders Michael auch durch, dass die Grünenthal GmbH nach dem Rücktritt von Michaels Sohn Sebastian Wirtz ebenfalls von einem externen CEO geleitet werden sollte. Michael Wirtz führte gegen den Einsatz externer Geschäftsführer in den drei Unternehmen zahlreiche Klagen gegen seine Familie, da er darin eine Gefahr für die Wahrung der Betriebsgeheimnisse sah, konnte sich aber nicht durchsetzen. Nachdem im Jahr 2010 Michael Wirtz aus Altersgründen auch seinen Posten im Beirat abgeben musste und damit in keinem Gremium mehr vertreten ist, ist lediglich Hermann Wirtz als letztes Mitglied der Familie in bedeutenden Funktionen im Firmenimperium tätig, die er aber aus Alters- und Vertragsgründen in naher Zukunft aufgeben muss.
Mit rund 6900 Mitarbeitern weltweit erwirtschaftete die gesamte Firmengruppe der Familie Wirtz rund 1,79 Milliarden Euro, von denen auf die Dalli-Group mit etwa 1600 Mitarbeitern rund 724 Mio. Euro (2009), auf Mäurer & Wirtz mit 400 Mitarbeitern rund 162 Mio. Euro (2011) und auf Grünenthal mit 4900 Mitarbeitern rund 910 Mio. Euro (2010) fielen.

## Gesellschaftliches Engagement
Neben ihren jeweiligen beruflichen Aufgaben und Verpflichtungen sind einzelne Mitglieder der Familie mit zahlreichen ehrenamtlichen Aufgaben im politischen und gesellschaftlichen Leben hervorgetreten.
Bereits die Ehefrau von Franz Maria Wirtz, Josefine Wirtz geb. Brückmann, wurde im Jahr 1948 für ihre sozialen Verdienste zur Ehrenbürgerin der Stadt Stolberg ernannt, nachdem sie zwischen 1918 und 1925 unter anderem eine Essensausgabe für Bedürftige auf dem Kupferhof Grünenthal organisiert hatte.
Derzeit sind es hauptsächlich Michael Wirtz und sein Vetter Franz A. Wirtz, die eine Vielzahl von Ämtern und Funktionen in der Wirtschaft und der Politik sowie in der Gesellschaft übernommen haben und sich hierbei vor allem auf dem Gesundheitssektor für neue Behandlungen und Therapien mit sozialen Komponenten einsetzen.

## Genealogischer Überblick (Auszug)

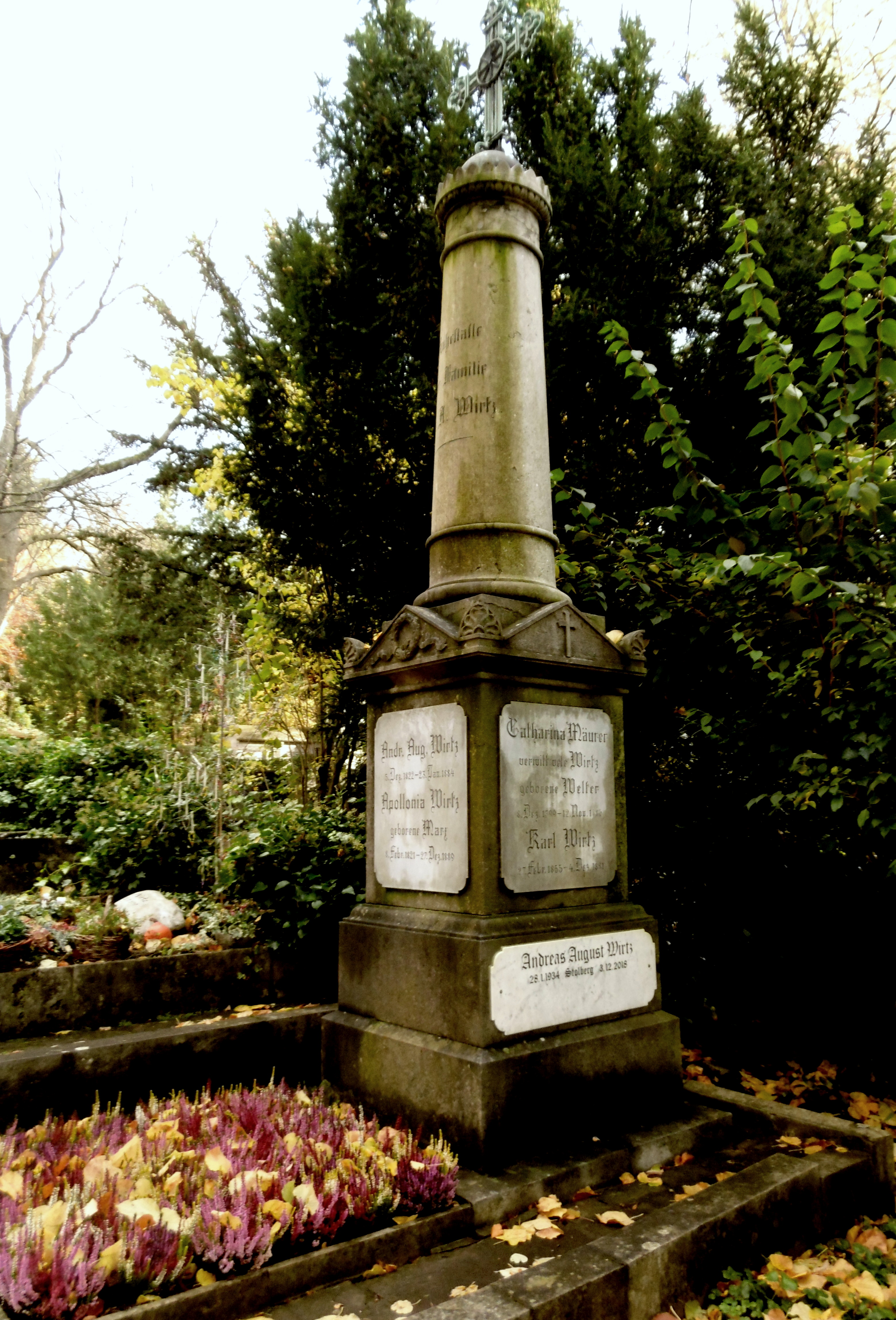
Grabstätte Fam. Andreas August Wirtz
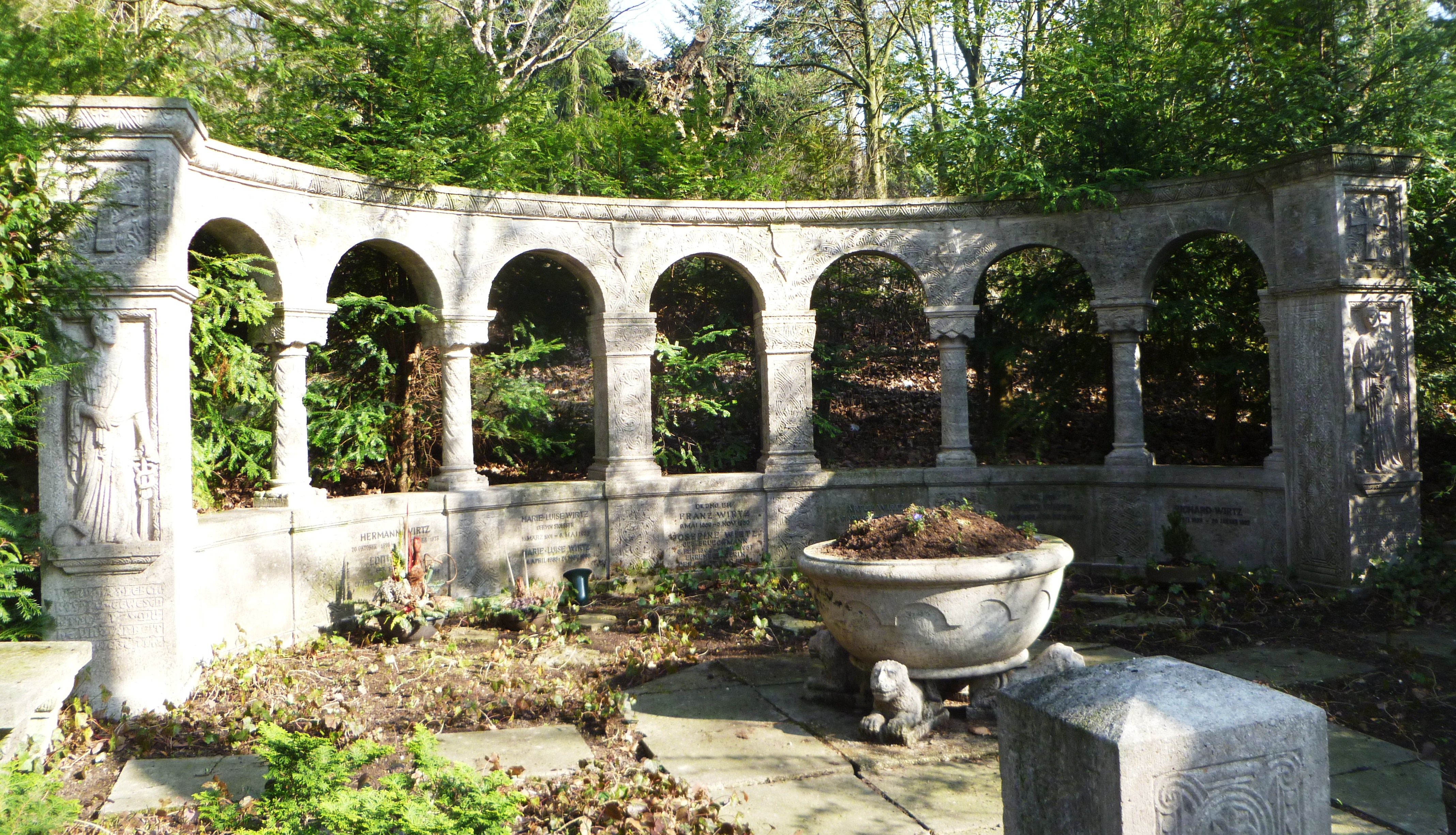
und Grabstätte der Fam. Franz Wirtz, beide auf dem Bergfriedhof in Stolberg/Rhld.

Zu den für die verschiedenen Unternehmensgruppen wichtigen Angehörigen der Familie zählen unter anderem:
- Andreas August Wirtz (5. Dezember 1822 – 23. Januar 1884), ⚭ Apollonia, geb. Marx (8. Februar 1821 – 27. Dezember 1889)
  - Franz Maria Wirtz (9. Mai 1859 – 3. November 1930), Chemiker und Ehrendoktor der RWTH Aachen 1926, ⚭ Josephine, geb. Brückmann (8. Februar 1868 – 15. Oktober 1957)[23], Ehrenbürgerin der Stadt Stolberg und Gründerin[24] der „Chemie Grünenthal“
    - Hermann (August) Wirtz (20. Oktober 1896 – 19. Dezember 1973)[23][25], Kaufmann und Ehrenbürger der RWTH Aachen, ⚭ Edith, geb. Schniewind (29. April 1908 – 17. Dezember 1989)
      - Michael Wirtz (* 3. Januar 1939), Betriebswirt und Ehrensenator der RWTH Aachen
        - Sebastian Wirtz (* 1970), Bauingenieur

      - Hermann Wirtz (22. November 1944 – 25. Dezember 2023)[26], Geschäftsführer und Gesellschafter

    - Alfred (Richard) Wirtz (20. Oktober 1896 – 28. Dezember 1963)[25], Chemiker und Ingenieur, ⚭ Ruth, geb. Latten (26. Oktober 1906 – Juli 1977)
      - Richard Wirtz (19. April 1933 – 20. Januar 1992), Kaufmann

    - Artur (Franz) Wirtz (17. November 1902 – 9. Juli 1940)[25], Kaufmann und Parfümeur, ⚭ Hilde, geb. Janus (17. Juli 1907 – 2. Januar 1997)
      - Andreas August Wirtz (28. Januar 1934 – 3. Dezember 2018)[27], Chemiker, ⚭ Annekatrin, geb. Jaeger (11. Juli 1936 – 19. Januar 2022)[28],
        - Albrecht Wirtz (* 20. März 1967), Unternehmer, ⚭ Ágnes Wirtz, Kunsthistorikerin

      - Franz (Artur) Wirtz (14. November 1932 – 22. Juli 2017), Chemiker und Ehrenbürger der RWTH Aachen, ⚭ Hannemarie, geb. Still (24. September 1942 – 22. August 2020)[29]

Weiterführende Informationen, Presseberichte und Nachweise zur Stolberger Familie Wirtz und ihrer Firmen-Gruppe finden sich unter:
- Grünenthal GmbH
- Contergan-Skandal
- Contergan (Film)
- Mäurer & Wirtz
- Dalli-Werke